# Illy (rapper)
Illy, pseudonimo di Alasdair David George Murray (Frankston, 6 settembre 1986), è un rapper australiano.

## Biografia
Illy ha esordito nell'industria discografica col disco Long Story Short, pubblicato nell'aprile 2009. Il disco successivo, intitolato The Chase (2010) e classificatosi nelle ARIA Charts, gli ha fruttato una nomination agli ARIA Music Awards. Ha vinto il suo primo riconoscimento alla cerimonia nell'edizione di due anni più tardi, portandosi a casa il titolo di miglior album urban per Bring It Back, arrivato 15º in classifica.
Cinematic (2013), certificato oro dalla Australian Recording Industry Association per le oltre 35 000 unità equivalenti, è stato il suo primo progetto a raggiungere la top five in patria. Ha conseguito la nomination per l'MTV Europe Music Award al miglior artista australiano del 2017.
I dischi Two Degrees (2016) e The Space Between (2021) si sono entrambi posti al vertice delle classifiche ARIA. Good Life (2024), invece, si è fermato al 4º posto.

## Discografia

### Album in studio
- 2009 – Long Story Short
- 2010 – The Chase
- 2012 – Bring It Back
- 2013 – Cinematic
- 2016 – Two Degrees
- 2021 – The Space Between
- 2024 – Good Life

### Singoli
- 2015 – Swear Jar
- 2016 – Papercuts (feat. Vera Blue)
- 2016 – Catch 22 (feat. Anne-Marie)
- 2019 – Then What
- 2019 – Codes
- 2019 – Lean on Me (feat. Robinson)
- 2020 – Last Laugh
- 2020 – Parmas in June
- 2020 – Loose Ends (feat. G Flip)
- 2022 – Like You
- 2022 – Hopeless (feat. Indiana Massara)
- 2024 – Stubborn
- 2024 – Good Life